# Ameerega shihuemoy
Espèce
Ameerega shihuemoy est une espèce d'amphibiens de la famille des Dendrobatidae.

## Répartition
Cette espèce est endémique du Sud-Est du Pérou. Elle se rencontre dans la province de Manu (région de Madre de Dios) entre 340 et 850 m d'altitude.

## Description
Ameerega shihuemoy présente une taille petite à moyenne pour une espèce du genre Ameerega. Adultes, les femelles mesurent entre 21,5 et 25,7 mm et les mâles entre  19,2 et 21,8 mm. Le corps noir est orné de rayures bleutés et de rayures rouges sur les flancs. Les pattes sont brun bronze avec des nuances de noir et de verts.

## Systématique
L'espèce Ameerega shihuemoy a été décrite en 2017 par Shirley Serrano-Rojas (d), Andrew Whitworth (d), Jaime Villacampa-Ortega (d), Rudolf von May (d), Roberto C. Gutiérrez (d), José M. Padial (d) et Juan C. Chaparro (d),.

### Étymologie
Son épithète spécifique, shihuemoy signifie « grenouille venimeuse » en langues harakmbut.

### Publication originale
- (en) Shirley J. Serrano-Rojas, Andrew Whitworth, Jaime Villacampa, Rudolf von May, Roberto C. Gutiérrez, José M. Padial et Juan C. Chaparro, « A new species of poison-dart frog (Anura: Dendrobatidae) from Manu province, Amazon region of southeastern Peru, with notes on its natural history, bioacoustics, phylogenetics, and recommended conservation status », Zootaxa, Magnolia Press (d), vol. 4221, no 1,‎ 16 janvier 2017, p. 71-94 (ISSN 1175-5334 et 1175-5326, OCLC 49030618, PMID 28187674, DOI 10.11646/ZOOTAXA.4221.1.3, lire en ligne).